# Ve znamení Merkura
Ve znamení Merkura je seriál Československé televize z roku 1978. Tematicky je zaměřen na boj tehdejší Celní správy ČSSR především s pašeráky historických uměleckých děl, v menší míře pak ukazuje boj s převážením nelegálních valut, drog, kradených automobilů aj. Navzdory době vzniku neobsahuje seriál ideologický balast ani glorifikaci komunistického režimu.[zdroj?]
Děj se tak odehrává částečně na hraničních přechodech do Německé demokratické republiky (celnice Hřensko), Spolkové republiky Německo (celnice Pomezí, Rozvadov, Železná Ruda, Strážný), Rakouska (celnice Petržalka) a Polska (celnice Harrachov a Náchod), částečně v československém vnitrozemí, se kterým je ta která celnice spjata dějovou linkou. 

## Seznam dílů
1. Muzikantský celník
2. Léto s Venuší
3. Případ živého muže
4. Stopa stříbrných draků
5. Návrat princezny